# ZeGGus
ZeGGus, ook wel Zeggus ronduit, was een Nederlands tijdschrift voor kinderen van de Evangelische Omroep, dat verscheen tussen 1963 en 2007. Het blad kwam iedere veertien dagen uit en richtte zich voornamelijk op kinderen van van 9 tot 12 jaar. Eind 2006 kondigde het blad aan vanwege geldgebrek te moeten stoppen.
De doelstellingen van het tijdschrift waren gelijk aan die van de Evangelische Omroep: het bevorderen van het evangelie van Jezus Christus. Het tijdschrift richtte zich voornamelijk op kinderen uit de bovenbouw van het basisonderwijs en wilde onderwerpen die bij deze kinderen leven bespreekbaar maken en door middel van themanummers. Zo verschenen er nummers over populair zijn, hackers en crackers, uitvinders en hoogbegaafdheid. De meeste vaste rubrieken sloten bij de themaonderwerpen aan. Het tijdschrift kende naast de themarubrieken ook twee rubrieken waar geloofsvragen van kinderen werden beantwoord; ‘Eye-opener’ en ‘Chris kindertelefoon’.

## Opheffing
Met het extra-dikke kerstnummer van 2006 werd aangekondigd dat er geen nieuwe tijdschriften meer uitgebracht zouden worden. Het commissariaat voor de media van de EO besloot hiertoe omdat het niet meer mogelijk bleek om het tijdschrift kostendekkend te laten voortbestaan.